# 芸文社
株式会社芸文社（げいぶんしゃ）は、日本の出版社。主に自動車関連の雑誌や書籍を得意としている。旧商号公友社（こうゆうしゃ）。

## 沿革
- 1945年（昭和20年）11月1日 - 公友社として創業、当時の所在地は東京都中央区銀座2。
- 1954年（昭和29年）4月23日 - 商号変更、株式会社芸文社を設立、資本金100万円。
- 1963年（昭和38年）6月 - 東京都千代田区神田駿河台3に本社を移転。
- 1968年（昭和43年）1月 - 資本金400万円に増資。
- 1968年（昭和55年）7月 - 資本金円に増資[要校閲]。
- 1990年（平成2年）12月 - 株式会社淡路書房を吸収合併、資本金1,100万円に増額[3]。
- 1995年（平成7年）1月 - 東京都豊島区東池袋3に本社を移転。
- 1996年（平成8年）8月 - 東京都千代田区麹町に「株式会社競馬フォーラム」（資本金1,000万円）を設立、同社への出資比率は51％。
- 1998年（平成10年）7月 - 株式会社競馬フォーラムの本社を東京都豊島区東池袋に移転。
- 1999年（平成11年）5月 - 東京都豊島区東池袋に「株式会社芸文プランワークス」（資本金1,000万円）を設立、完全子会社。
- 2002年（平成14年）1月 - 「株式会社芸文プランワークス」を「株式会社芸文ネット」に商号変更。
- 2003年（平成15年）2月 - 東京都豊島区東池袋に「株式会社ノースランド出版」（資本金1,000万円）を設立、完全子会社。
- 2013年（平成25年）7月 - 東京都豊島区東池袋2に本社を移転。

## 主な刊行物

### カー雑誌
- カスタムCAR （毎月1日発売 、1978年- ）
- カミオン （毎月1日発売、1984年- ）
- ノスタルジックヒーロー （奇数月1日発売、1988年- ）
- ハチマルヒーロー （偶数月1日発売）
- カーオーディオマガジン （奇数月30日発売、創刊時『カスタムオーディオマガジン』、1997年 - ）
- eS4 （ムック、2005年 - ）
- スタンス・マガジン（奇数月10日発売、2013年-）
- ジムニーSUPER SUZY（奇数月9日発売）
- ノスタルジックスピード（3,6,9,12月の16日日発売）

### 健康情報誌
- はつらつ元気 （毎月2日発売、2003年 - ）

### スキー雑誌
- スキーグラフィック（毎月10日発売）

### その他雑誌
- BICYCLE JAPAN（発行：ライジング出版[4]）
- Gijie(ギジー)（ムック、2011年 - ）
- WATCH GLOBAL（ムック、2020年12月 - 発行：たちばな出版[5]）

## 休刊・廃刊
- 読物と講談 （1946年 - 1949年）
- 女性の友 （1948年 - 休刊時期不明）
- 読切倶楽部 （1951年 - 1952年から三世社刊）
- 内外実話 （1960年 - 休刊時期不明）
- 漫画天国 （1960年 - 1985年）
- 漫画パック （1967年 - ） - 淡路書房
- コミックVAN （1968年 - 1976年、漫画レッド 1976年 - 1977年）
- 事件劇画 （1970年 - 休刊時期不明）
- ピットイン （1972年 - 1993年）
- 漫画ガッツ （1973年 - 休刊時期不明）
- 音らんど （1977年 - 休刊時期不明）
- プレイライダー （1980年 - 1985年）
- プレイドライブ（1974年- 2007年[6]、2008年 - 2012年）※合同会社サンクへ移管[7]
- ヤングオート （1981年 - ）
- ネオジオフリーク （1995年 - 2000年）
- VIPWAGON （1999年 - ）
- モバッチェ （2000年 - ）
- J-toto （2001年 - ）
- ワゴンウォーズ （2001年 - ）
- L/S （創刊時隔月刊、2001年 - ）
- ケンガイ （2003年 - ）
- オレまる （2005年 - ）
- ガンズ （2005年 - ）
- 競馬フォーラム （1994年 - ）
- ゆがふる。（2009年-2015年[8]）
- 愛犬チャンプ （創刊時月刊、1992年 - 2012年[9]）
- VIPCAR （1995年-2014年）
- G! （創刊時季刊、2001年 - ） - 隔月刊
- ローライダーマガジン （1993年 - 2010年）
- ラリースピリット （1998年 - 2000年）
- Master Modelers （2001年 - 2010年）
- ヤングオートKマガジン （2001年 - ）
- ホットインポオト （2003年 - ）
- 痛車グラフィックス　(2008年 - 2016年)
- はんど&はあと（ムック、2013年-2016年[10]）
- favori（ムック、2015年-2016年）※株式会社マガジンランドへ移管[11]
- BISES（編集：ビズ出版、発行：タカショー日本インテグレート事業部、2001年-2017年[12]）

## 関連事項
- 平和出版